# Spiochaetopterus typicus
Spiochaetopterus typicus är en ringmaskart som beskrevs av Michael Sars 1856. Spiochaetopterus typicus ingår i släktet Spiochaetopterus och familjen Chaetopteridae. Arten är reproducerande i Sverige. Inga underarter finns listade i Catalogue of Life.